# Salmonella bongori
Salmonella bongori é uma bactéria patogênica pertencente ao gênero Salmonella, e anteriormente conhecida como Salmonella subespécie V ou S. enterica subsp. bongori ou S. choleraesuis subsp. bongori. É uma bactéria Gram-negativa, em forma de bastonete (bacilo), que causa uma doença gastrointestinal chamada salmonelose, caracterizada por cólicas e diarreia. É tipicamente considerado um micróbio de animais de sangue frio, ao contrário de outros membros do gênero, e é mais frequentemente associado a répteis.
Foi descoberto em 1966 a partir de um lagarto na cidade de Bongor, Chade, do qual derivou o nome específico bongori. Após décadas de controvérsia na nomenclatura de Salmonella, ganhou o status de espécie em 2005.

## Patogenicidade e epidemiologia
S. bongori é classicamente considerada como a Salmonella dos lagartos. No entanto, investigações discretas contradizem a noção de especificidade estrita do hospedeiro, pois surgiram relatos de ocorrência em cães e pássaros. Em animais, ao contrário de outras Salmonella, a infecção é geralmente assintomática e não causa efeitos discerníveis. No entanto, a infecção de animais de estimação está associada à diarreia.
Além disso, infecções humanas foram comprovadas, com relatórios conclusivos da Itália. A maioria desses casos ocorre entre crianças menores de 3 anos, que são mais propensas ao contato oral com excrementos de animais. Os sintomas são caracterizados por diarreia com febre e enterite aguda. As primeiras observações, de Messina e Palermo, a partir do final de 1984, foram seguidas por outras cidades da Sicília.

## Origem e evolução
Originalmente S. bongori foi considerado uma subespécie dentro do gênero Salmonella. No entanto, com base na semelhança do DNA, todos os membros de Salmonella estão agora agrupados em apenas duas espécies, a saber, S. bongori e S. enterica. Espécies de Salmonella estão intimamente relacionadas com E. coli e estima-se que tenham divergido de um ancestral comum há cerca de 100 milhões de anos; seus genomas ainda exibem semelhança significativa, daí muitas identidades funcionais. Muitos dos genes que são exclusivos dos sorovares de Salmonella, em comparação com E. coli, são encontrados em grandes ilhas genômicas discretas, como ilhas de patogenicidade de Salmonella (SPIs). Estas funções específicas de Salmonella incluem muitos genes para sua virulência e caracterizam a divergência de S. enterica de S. bongori . Por exemplo, o gene SPI-2 que codifica os sistemas de secreção do tipo III presentes em S. enterica está ausente em S. bongori. Além disso, os determinantes de virulência, especificamente proteínas efetoras, são indicados como mais intimamente relacionados à E. coli enteropatogênica porque alguns dos genes estão ausentes em S. enterica.